# انجمن حمایت از کودکان کار
انجمن حمایت از کودکان کار، به عنوان نهادی داوطلبانه و غیردولتی، با مجوز رسمی از وزارت کشور در مرداد ماه ۱۳۸۱ در تهران شروع به فعالیت کرد. این انجمن تاکنون به بیش از ۵۰ هزار کودک کار، کودک آسیب‌دیده و در معرض آسیب، حمایت‌های خود را در قالب فعالیت‌های حمایتی و آموزشی ارایه کرده است. به‌رسمیت شناختن هویت انسانی کودکان و خدمات‌رسانی بدون تبعیض اساس کار انجمن حمایت از کودکان کار است.
در حال حاضر انجمن حمایت از کودکان کار چهار مرکز در شهر تهران و یک مرکز در شهر بم و 1072 کودک را تحت حمایت خود دارد. انجمن حمایت از کودکان کار برای تأمین نیازهایش به منظور ارایه‌ی خدمات به کودکان کار از طریق حمایت‌های مردمی پشتیبانی می‌شود.
حمایت از حقوق کودکان به‌ویژه کودکان محروم و کودکانی که در معرض آسیب‌های ناشی از بحران‌ها و نابسامانی‌های اجتماعی و حوادث طبیعی هستند، وظیفه‌ای انسانی-اجتماعی بوده که بر عهده‌ی یکایک افراد، سازمان‌ها و نهادهاست. بی‌تردید بدون توجه کافی به حقوق کودکان و سرمایه‌گذاری و برنامه‌ریزی در امر آموزش، بهداشت و ارتقای سطح زندگی آنان امیدی برای دستیابی به دنیای بهتر وجود ندارد.
منظور از کار کودک درگیر کردن ایشان در فعالیت‌های اقتصادی است که مانع تحصیل، آموزش و برخورداری آنان از امکانات اولیه‌ی رشد فردی و اجتماعیشان می‌شود و با آسیب و بهره‌کشی همراه است. بنابراین شرکت کودکان در فعالیت‌هایی که به منظور کسب مهارت، نگرش و تجربه است و بر سلامت و رشد شخصیتی و تحصیل آنان تاثیر منفی نمی‌گذارد، کار کودک تلقی نمی‌شود.

## بیانیه چشم‌انداز
دنیایی که در آن همه‌ی کودکان از امنیت، آموزش، سلامت، تغذیه‌ی مناسب، فرصت تفریح و بالندگی برخوردار باشند.

## بیانیه ماموریت
تلاش برای محو کار کودک و حمایت مؤثر از کودکان کار و کودکان در معرض آسیب. 

## فعالیت‌ها
انجمن از بدو تاسیس تاکنون بر سه محور اصلی متمرکز بوده‌است: خدمات حمایتی، خدمات آموزشی و ترویج.
۱. خدمات حمایتی
انجمن حمایت از کودکان کار، با استقرار رویکرد حمایتی از کودکان کار در برنامه‌های اجرایی خود تلاش می‌کند از طریق برداشتن موانع پیشروی کودکان، فرصت بازگشت به چتر حمایتی را برایشان فراهم کرده و با استمرار این فعالیت‌ها به آنان کمک می‌کند که بتوانند در کنار انجمن ادامه‌ی مسیر داده و به‌تدریج ضمن کاستن از رنج‌هایشان فرصت برخورداری از حقوق اساسی نیز در اختیار آنان قرار دهد. محور حمایتی انجمن عبارتند از:
- واحد مددکاری اجتماعی
- واحد روان‌شناسی
- واحد بهداشت و درمان
- واحد تغذیه

۲. خدمات آموزشی
آموزش، موثرترین ابزار در راه مبارزه علیه کار کودک است. ازاین‌رو، یکی از گسترده‌ترین حوزه‌های فعالیت انجمن حمایت از کودکان کار نیز آموزش است. 
انجمن علاوه‌بر آموزش خواندن و نوشتن، خدمات اجتماعی و آموزشی به‌منظور توانمندسازی، بالابردن عزت‌نفس و خودباوری، فعالیت‌های هنری، ورزشی و حرفه‌ای را نیز برای کودکان در نظر گرفته است. فعالیت‌های آموزشی زیر در تمام مراکز انجمن در دسترس کودکان است:
- سوادآموزی
- هنرآموزی
- حرفه‌آموزی
- تربیت‌بدنی
- کتابخانه و فعالیت‌های فرهنگی

۳. ترویج
ارتقا سطح آگاهی جامعه نسبت به مشکلات کودکان کار و مطالبه‌گری برای دستیابی به حقوق آنان از دیگر فعالیت‌های انجمن حمایت از کودکان کار است. 

## ساختار انجمن
براساس اساسنامه، هیات امنا، هیات مدیره و بازرسان، ارکان اصلی انجمن هستند. انجمن توسط دوازده نفر اعضای هیات امنا، نه نفر اعضای هیات مدیره و دو بازرس که بر فعالیت‌های انجمن نظارت دارند، اداره می‌شود. هیات مدیره نیز هر دو سال یک‌بار توسط اعضای هیات امنا انتخاب می‌شوند.